# أليسون بيس
أليسون بيس (بالإنجليزية: Alison Pace)‏ (31 أغسطس 1971)؛ كاتِبة وروائية أمريكية.